# Тебе, Баболоки
Баболоки Тирело Тебе (англ. Baboloki Tirelo Thebe; род. 18 марта 1997, Рамонака, Кгатленг) — ботсванский легкоатлет, специалист по бегу на короткие дистанции. Выступает за сборную Ботсваны по лёгкой атлетике с 2014 года, чемпион Африки, чемпион Игр Содружества, рекордсмен страны, участник летних Олимпийских игр в Рио-де-Жанейро.

## Биография
Баболоки Тебе родился 18 марта 1997 года в поселении Рамонака округа Кгатленг, Ботсвана.
Занимался бегом под руководством тренера Могомотси Отсетстве.
Впервые заявил о себе в лёгкой атлетике на международной арене в 2014 году, когда вошёл в состав ботсванской национальной сборной и выступил на домашних Африканских юношеских играх в Габороне, где стал бронзовым призёром в беге на 100 метров и одержал победу в беге на 200 метров. Также в этом сезоне побывал на юниорском чемпионате мира в Юджине и на юношеских Олимпийских играх в Нанкине, откуда привёз награду серебряного достоинства, выигранную на двухсотметровой дистанции — уступил здесь только американцу Ноа Лайлзу.
В 2015 году отметился выступлением на юниорском чемпионате Африки в Аддис-Абебе, где стал седьмым в беге на 100 метров.
Начиная с 2016 года выступал на взрослом уровне, в частности на взрослом африканском первенстве в Дурбане победил в зачёте эстафеты 4 × 400 метров и в индивидуальном беге на 400 метров. Успешно выступил на юниорском мировом первенстве в Быдгоще, где получил серебро в эстафете. Благодаря череде удачных выступлений удостоился права защищать честь страны на летних Олимпийских играх в Рио-де-Жанейро — в беге на 400 метров благополучно преодолел предварительный квалификационный этап, однако на стадии полуфиналов на старт не вышел.
После Олимпиады Тебе остался в составе легкоатлетической команды Ботсваны на ещё один олимпийский цикл и продолжил принимать участие в крупнейших международных соревнованиях. Так, в 2017 году в эстафете 4 × 400 метров он выиграл серебряную медаль на чемпионате мира по легкоатлетическим эстафетам в Нассау и занял 14 место на чемпионате мира в Лондоне. В Лондоне также финишировал четвёртым в индивидуальном беге на 400 метров. На соревнованиях в Лозанне установил свой личный рекорд в данной дисциплине, преодолев дистанцию за 44,02 секунды.
В 2018 году на Играх Содружества в Голд-Косте стал серебряным призёром в беге на 400 метров, уступив в финале только своему соотечественнику Айзеку Макуале, и победил в эстафете 4 × 400 метров. Также в индивидуальном беге на 400 метров завоевал золотую медаль на чемпионате Африки в Асабе и получил серебро на Континентальном кубке в Остраве, пропустив вперёд представителя Катара Абдалелаха Харуна.
Принимал участие в Африканских играх 2019 года в Рабате, выходил на старт дистанции 200 метров, но не финишировал и не показал никакого результата.